# Langaha
Langaha är ett släkte av ormar. 
Släktet ingår enligt Catalogue of Life i familjen snokar och enligt The Reptile Database i familjen Pseudoxyrhophiidae.
Vuxna exemplar är med en längd av 1,5 meter eller lite längre stora och smala ormar. De förekommer på Madagaskar och lever främst i regnskogar. Individerna klättrar vanligen i träd och de har ödlor som geckoödlor som föda. Honor lägger ägg. Nosens spets liknar hos honor ett blad och hos hanar är nosens spets konformig. Dessa ormar är främst aktiva på morgonen.
Arter enligt Catalogue of Life och The Reptile Database:
- Langaha alluaudi
- Langaha madagascariensis
- Langaha pseudoalluaudi